# Putnok vasútállomás
Putnok vasútállomás egy Borsod-Abaúj-Zemplén vármegyei vasútállomás Putnok településen, a MÁV üzemeltetésében. A városközpont déli részén helyezkedik el, közúti megközelítését a 2523-as útból, annak nagyjából a 750-es méterszelvényénél dél felé kiágazó 25 311-es számú mellékút biztosítja.

## Vasútvonalak
Az állomást az alábbi vasútvonalak érintik:
- Miskolc–Bánréve–Ózd-vasútvonal
- Füzesabony–Putnok-vasútvonal

Korábban itt volt az Eger–Putnok-vasútvonal végállomása is, de a vonal Szilvásvárad és Putnok közötti szakaszán 2009 óta már nincs személyforgalom.

## Kapcsolódó állomások
A vasútállomáshoz az alábbi állomások vannak a legközelebb:
- Dubicsány megállóhely (Miskolc–Bánréve–Ózd-vasútvonal)
- Pogonyipuszta megállóhely (Miskolc–Bánréve–Ózd-vasútvonal)
- Sajómercse megállóhely (Eger vasútállomás, Füzesabony–Putnok-vasútvonal)

## Megközelítés tömegközlekedéssel
- Helyközi busz:  4062, 4063, 4104, 4140, 4147, 4148, 4151, 4193, 4194, 4195

## Forgalom
| Járat        | Útvonal | Gyakoriság   |
| ------------ | --- | ------------ |
| személyvonat | Miskolc-Tiszai – Miskolc-Gömöri – Sajóecseg – Sajószentpéter – Kazincbarcika alsó – Kazincbarcika – Sajókaza – Vadna – Dubicsány – Putnok – Pogonyipuszta – Bánréve – Bánrévei Vízmű – Ózd alsó – Ózd | Napi 2 pár   |
| személyvonat | Miskolc-Tiszai – Miskolc-Gömöri – Sajókeresztúr – Sajóecseg – Sajószentpéter – Kazincbarcika alsó – Kazincbarcika – Putnok – Bánréve – Ózd alsó – Ózd                                                 | 1-2 óránként |